# ایکونوم
ایکونوم (به انگلیسی: Ikunum) (اکدی: 𒄿𒆪𒉡، آوانگاری: I-ku-nu) از پادشاهان آشور کهن فرزند ایلو-شوما و جانشین برادرش اریشوم یکم بود که از ۱۸۶۷ پ. م تا ۱۸۶۰ پ. م سلطنت نمود. وی معبدی برای خدای نینگیگال ساخت. او همچنین استحکامات شهر آشور و مستعمرات تجاری آشور در آسیای کوچک را تقویت کرد. بعد از وی پسرش سارگون یکم به حکومت رسید.